# فئات المناطق المحمية وفق الاتحاد الدولي لحفظ الطبيعة

شعار الاتحاد الدولي لحفظ الطبيعة

فئات المناطق المحمية وفق الاتحاد الدولي لحفظ الطبيعة، أو فئات إدارة المناطق المحمية وفق الاتحاد الدولي لحفظ الطبيعة، فئات تستخدم لتصنيف المناطق المحمية في نظام طوّره الاتحاد الدولي لحفظ الطبيعة (آي يو سي إن).
يعد تجنيد هذه المناطق جزءًا من إستراتيجية تُستخدم للحفاظ على البيئة الطبيعية والتنوع البيولوجي في العالم. طور الاتحاد الدولي لحفظ الطبيعة نظام فئات إدارة المناطق المحمية، لتحديد مجموعة واسعة من الأهداف والاهتمامات المحددة وتسجيلها وتصنيفها، عند تصنيف المناطق المحمية وأهدافها.
يُعترف بطريقة التصنيف هذه على نطاق عالمي من قبل الحكومات الوطنية والهيئات الدولية مثل الأمم المتحدة واتفاقية التنوع البيولوجي.

## الفئات

### الفئة 1أ- محمية طبيعية بقوانين صارمة
المحمية الطبيعية بقوانين صارمة (الفئة 1أ وفق آي يو سي إن)، منطقة محمية من جميع الاستخدامات البشرية الخفيفة من أجل الحفاظ على السمات الجيولوجية والجيومورفولوجية للمنطقة وتنوعها البيولوجي. غالبًا ما تكون هذه المناطق موطنًا للأنظمة البيئية المحلية الكثيفة الممنوعة من جميع الإزعاجات البشرية خارج الدراسة العلمية والرصد البيئي والتعليم. توفر هذه المناطق بيئات نقية مثالية يمكن من خلالها قياس التأثير البشري الخارجي، نظرًا لكونها محمية بشكل صارم.
تعتبر المحميات الطبيعية بقوانين صارمة ذات أهمية روحية للمجتمعات المحيطة بها، كما أن المناطق تكون محميّة أيضًا لهذا السبب. يحق للأشخاص المنخرطين في ممارسة عقيدتهم داخل المنطقة الاستمرار في ذلك، شريطة أن يتماشى مع المحافظة على المنطقة وأهداف الإدارة.
يصعب بشكل متزايد حماية الآثار البشرية على المحميات الطبيعية ذات القوانين الصارمة، إذ يهدد تلوث المناخ والهواء والأمراض الناشئة حديثًا باختراق حدود المناطق المحمية. إذا كان التدخل الدائم مطلوبًا للحفاظ على هذه المبادئ التوجيهية الصارمة، فستُصنف المنطقة غالبًا في الفئة الرابعة أو الخامسة.

### الفئة 1ب- منطقة برية
المنطقة البرية (الفئة 1ب وفق آي يو سي إن) مشابهة للمحمية الطبيعية ذات القوانين الصارمة، ولكنها أكبر عمومًا ومحمية بطريقة أقل صرامة.
تعتبر هذه المناطق مجالًا محميًا يسمح فيه للتنوع البيولوجي وعمليات النظام البيئي (بما في ذلك التطور) بالازدهار أو تجربة الاستعادة إذا كان قد شُوّش من قبل بسبب النشاط البشري. قد تحمي هذه المناطق من آثار التغير المناخي وتحمي الأنواع المهددة والمجتمعات البيئية.
تقتصر زيارة الإنسان على الحد الأدنى، وغالبًا ما يُسمح فقط للأشخاص الراغبين في السفر بمعداتهم الخاصة (سيرًا على الأقدام أو بالتزلج أو عن طريق القارب)، لكن ذلك يوفر فرصة فريدة لتجربة الحياة البرية التي لم تتعرض للتدخل. يمكن تصنيف مناطق البرية على هذا النحو فقط إذا كانت خالية من البنى التحتية الحديثة، على الرغم من أنها تسمح بالنشاط البشري إلى حد دعم مجموعات السكان الأصليين وقيمهم الثقافية والروحية في أنماط حياتهم القائمة على البرية.

### الفئة 2- منتزه وطني
المنتزه الوطني (الفئة 2 وفق آي يو سي إن) مشابه للمنطقة البرية في حجمها وهدفها الرئيسي في حماية النظم البيئية العاملة. تميل المتنزهات الوطنية مع ذلك إلى أن تكون أكثر تساهلًا مع الزيارات البشرية ومع بنيتها التحتية الداعمة. تُدار المتنزهات الوطنية بطريقة قد تسهم في الاقتصادات المحلية من خلال تعزيز السياحة التعليمية والترفيهية على نطاق لا يقلل من فعالية جهود الحفظ.
قد تكون المناطق المحيطة بالمنتزه الوطني للاستخدام الاستهلاكي أو غير الاستهلاكي ولكن يجب أن تعمل مع ذلك كحاجز للدفاع عن الأنواع والمجتمعات المحلية في المنطقة المحمية، لتمكينها من إعالة نفسها على المدى الطويل.